# St. Andrew’s Presbyterian Church (Niagara-on-the-Lake)

St. Andrew’s Presbyterian Church, 1930

Die St. Andrew’s Presbyterian Church ist ein Kirchengebäude in Niagara-on-the-Lake, Ontario, Kanada.

## Geschichte
Die ursprüngliche Kirche wurde im Jahre 1794 auf Betreiben einer Gruppe von Presbyterianern schottischer Abstammung gebaut.
Die Kirche wurde von den Amerikanern übernommen und brannte während des Britisch-Amerikanischen Krieges im Jahr 1812 ab.
Im Jahr 1830 wurde, nachdem genug Geld gesammelt worden war, der Bau einer neuen Kirche, in der 600 Personen Platz fanden, begonnen. Der Grundstein wurde 1831 gelegt. Die Kanzel aus Nussbaum wurde 1840 von John Davidson geschaffen. Im Jahr 1852 bekam die Kirche ihre Glocke.
Im Jahr 1855 wurde der Turm stark zerstört und einige Jahre lang nicht wieder aufgebaut. Auch das Dach war in Mitleidenschaft gezogen worden. Bei den Renovierungsarbeiten bekam es eine abgeflachte Form, um weitere Beschädigungen zu vermeiden.
Durch Funken eines Schweißgerätes entstand bei Renovierungsarbeiten im Jahr 1950 ein großer Schaden. Die Freiwillige Feuerwehr war schnell zur Stelle, trotzdem entstand ein Sachschaden in Höhe von geschätzt 10.000 Dollar.